# Contributa Iulia
Contributa Iulia Ugultunia fue una antigua ciudad romana ubicada en la provincia Baetica según el libro Historia Natural de Plinio el Viejo. También es mencionada por Ptolomeo en su libro Geografía como un lugar de la Turdetania y aparece descrita en el Itinerario de Antonino como una mansio de la vía XXIII.
Actualmente se encuentra en el término municipal de Medina de las Torres, en el sur la provincia de Badajoz, en una zona conocida como el yacimiento de Los Cercos.

## Historia
Aunque no se conocen con exactitud los orígenes de la ciudad, los restos arquitectónicos hallados más antiguos han sido datados en el siglo I d. C. como son el foro, un templo y toda la zona comercial excavada. Inicialmente, el territorio de la ciudad abarcaba otros asentamientos como la ciudad de Curiga, al sur de esta, bajo la actual Monesterio, que más tarde se independizaría.
Durante la dinastía Flavia, la ciudad consigue el estatus de municipium, estando adscrita a la tribu Galeria.
Más tarde, entre los siglos V y VI, el asentamiento fue abandonado.
Ya en el siglo XIX comenzaron las primeras excavaciones donde se encuentran algunas estatuas e inscripciones, pero sin mucho éxito a la hora de encontrar los restos de la ciudad ya que inicialmente no se sabia con certeza la localización del yacimiento, barajándose como posibles ubicaciones los términos municipales de Zafra, Llerena, Fuente de Cantos, Monesterio, Calzadilla de los Barros y Medina de las Torres. Finalmente en 2007, una investigación del Instituto de Arqueología de Mérida vinculó el yacimiento de Los Cercos de Medina de las Torres con la ciudad de Contributa, realizándose en él excavaciones desde 2008 en adelante.
El yacimiento fue declarado Bien de Interés Cultural por el Decreto 22/2018 del 14 de febrero de 2018, publicado en el Boletín Oficial del Estado el 19 de marzo del mismo año.

## Arquitectura y urbanismo

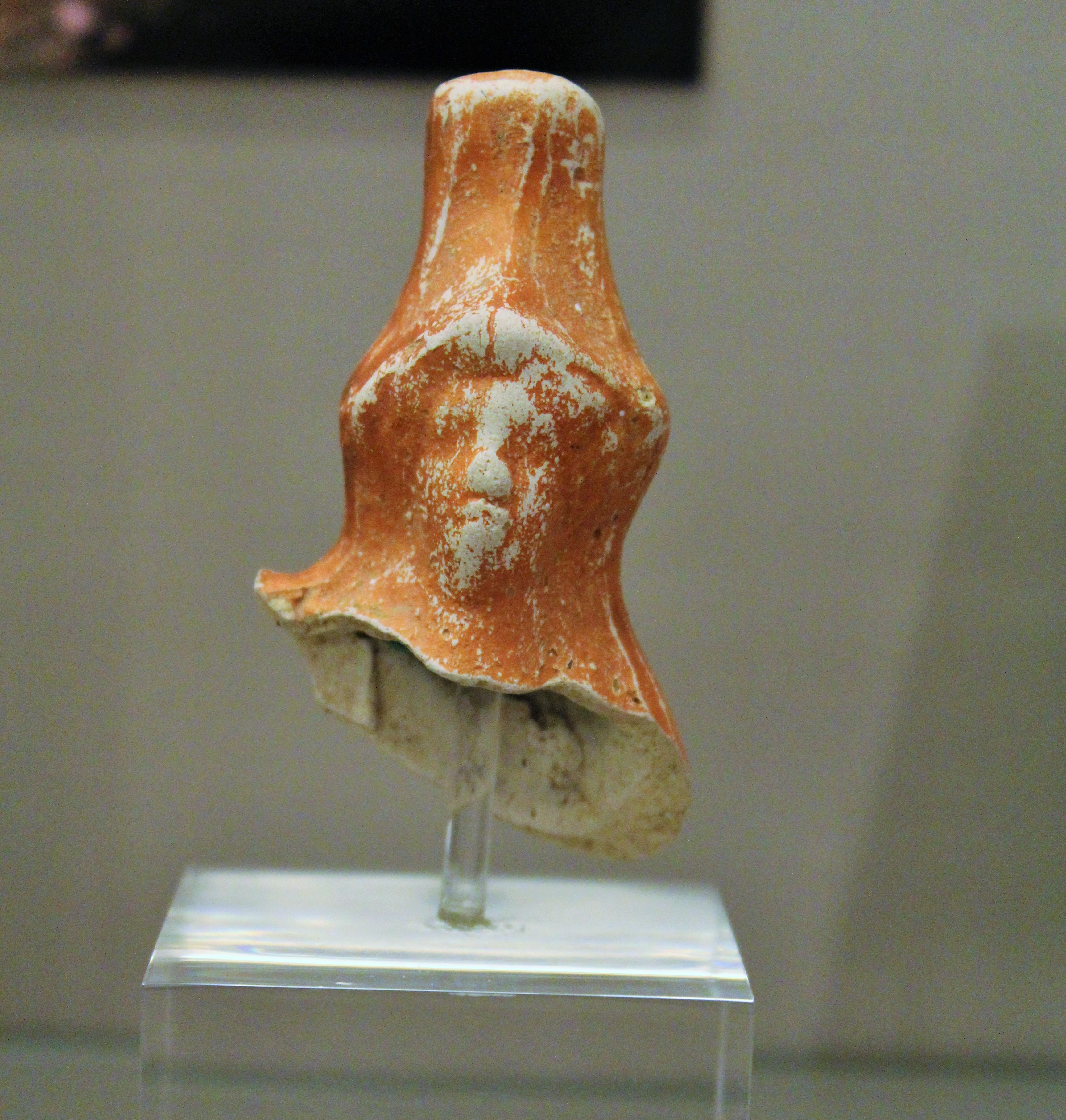
Parte de una escultura hallada en el edificio dedicado a Minerva

La ciudad se encontraba rodeada por una muralla de mampostería ocupando el conjunto un espacio de unas 5 hectáreas, aunque también se han encontrado edificaciones a las afueras de la muralla.

### El foro
Era el lugar donde se cruzaban el decumano máximo y el cardo máximo de la ciudad, albergando las principales edificaciones entre las que destaca la basílica. Fue construido en época de Augusto y ocupaba unos 600 m2, sería modificado a finales del siglo I d. C. cuando se añadió un edificio dedicado a Minerva.

### La basílica
Ubicada en el foro y construida a mediados del siglo I d. C., constaba de dos plantas y cumplía funciones jurídicas y de negocios. Se conserva únicamente su planta aunque gracias a los restos hallados se sabe que tenía columnas de orden jónico y corinto.

### Anfiteatro
Fue levantado en el mismo siglo que el foro, está ubicado a las afueras de la ciudad y su planta mide aproximadamente 72x65 metros. En su construcción se emplearon materiales como la madera y la tierra.

### Templo tetrástilo
Ubicado al sur de la ciudad, su construcción se fecha entre los años 70 y 85 d. C. y es de planta rectangular. A su lado se encuentra un pozo donde se encontró un ara dedicado al dios Fontano, pudiendo indicar a quién iba dedicado el templo.